# Auroux (Lozère)
Pour les articles homonymes, voir Auroux.
Auroux est une commune française, située dans le nord-est du département de la Lozère en région Occitanie.
Exposée à un climat de montagne, elle est drainée par le Chapeauroux, le Merdaric, la Fouillouse, le Chasalde, le Réal et par divers autres petits cours d'eau. La commune possède un patrimoine naturel remarquable : un site Natura 2000 (le « haut Val d'Allier ») et trois zones naturelles d'intérêt écologique, faunistique et floristique.
Auroux est une commune rurale et littorale qui compte 365 habitants en 2022, après avoir connu un pic de population de 1 342 habitants en 1906.  Ses habitants sont appelés les Aurousiens ou  Aurousiennes.

## Géographie

### Localisation
Auroux est située entre les hauteurs de la Margeride et la vallée de l'Allier, à mi-chemin entre Langogne et Grandrieu, le long du Chapeauroux, affluent de l'Allier.

### Communes limitrophes
Les communes limitrophes sont  Chastanier, Grandrieu, Naussac-Fontanes, Saint Bonnet-Laval et Saint-Jean-la-Fouillouse.
|           | Saint Bonnet-Laval       |                  |
| Grandrieu | Auroux                   | Naussac-Fontanes |
|           | Saint-Jean-la-Fouillouse | Chastanier       |

### Climat
Pour des articles plus généraux, voir Climat de l'Occitanie et Climat de la Lozère.
En 2010, le climat de la commune est de type climat de montagne, selon une étude s'appuyant sur une série de données couvrant la période 1971-2000. En 2020, Météo-France publie une typologie des climats de la France métropolitaine dans laquelle la commune est exposée à un climat de montagne ou de marges de montagne et est dans la région climatique Sud-est du Massif Central, caractérisée par une pluviométrie annuelle de 1 000 à 1 500 mm, minimale en été, maximale en automne.
Pour la période 1971-2000, la température annuelle moyenne est de 7,7 °C, avec une amplitude thermique annuelle de 15,8 °C. Le cumul annuel moyen de précipitations est de 880 mm, avec 9,9 jours de précipitations en janvier et 6,2 jours en juillet. Pour la période 1991-2020, la température moyenne annuelle observée sur la station météorologique la plus proche, située sur la commune de Grandrieu à 8 km à vol d'oiseau, est de 7,4 °C et le cumul annuel moyen de précipitations est de 849,9 mm,. Pour l'avenir, les paramètres climatiques de la commune estimés pour 2050 selon différents scénarios d'émission de gaz à effet de serre sont consultables sur un site dédié publié par Météo-France en novembre 2022.

### Milieux naturels et biodiversité

#### Réseau Natura 2000

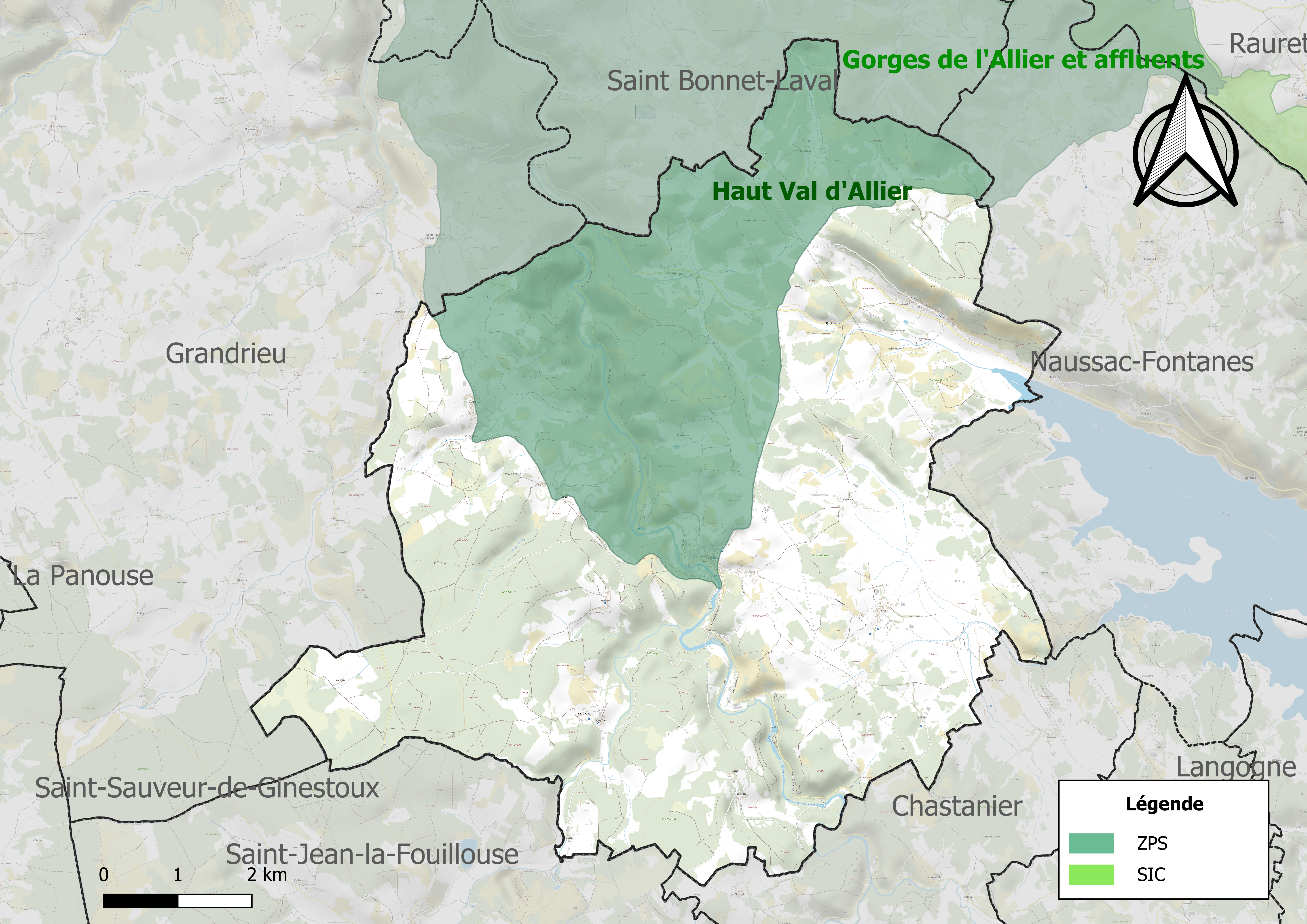
Sites Natura 2000 sur le territoire communal.

Le réseau Natura 2000 est un réseau écologique européen de sites naturels d'intérêt écologique élaboré à partir des directives habitats et oiseaux, constitué de zones spéciales de conservation (ZSC) et de zones de protection spéciale (ZPS).
Un site Natura 2000 a été défini sur la commune au titre  de la directive oiseaux : le « haut Val d'Allier », d'une superficie de 58 906 ha0.

#### Zones naturelles d'intérêt écologique, faunistique et floristique
L’inventaire des zones naturelles d'intérêt écologique, faunistique et floristique (ZNIEFF) a pour objectif de réaliser une couverture des zones les plus intéressantes sur le plan écologique, essentiellement dans la perspective d’améliorer la connaissance du patrimoine naturel national et de fournir aux différents décideurs un outil d’aide à la prise en compte de l’environnement dans l’aménagement du territoire.
Une ZNIEFF de type 1 est recensée sur la commune :
la « rivière du Chapeauroux » (357 ha), couvrant 9 communes du département et deux ZNIEFF de type 2, : 
- la « haute vallée de l'Allier » (65 625 ha), couvrant 73 communes dont trois dans le Cantal, 63 dans la Haute-Loire et sept dans la Lozère[13] ;
- la « vallée du Chapeauroux » (10 037 ha), couvrant 12 communes dont une dans la Haute-Loire et 11 dans la Lozère[14].

Cartes des ZNIEFF de type 1 et 2 à Auroux.
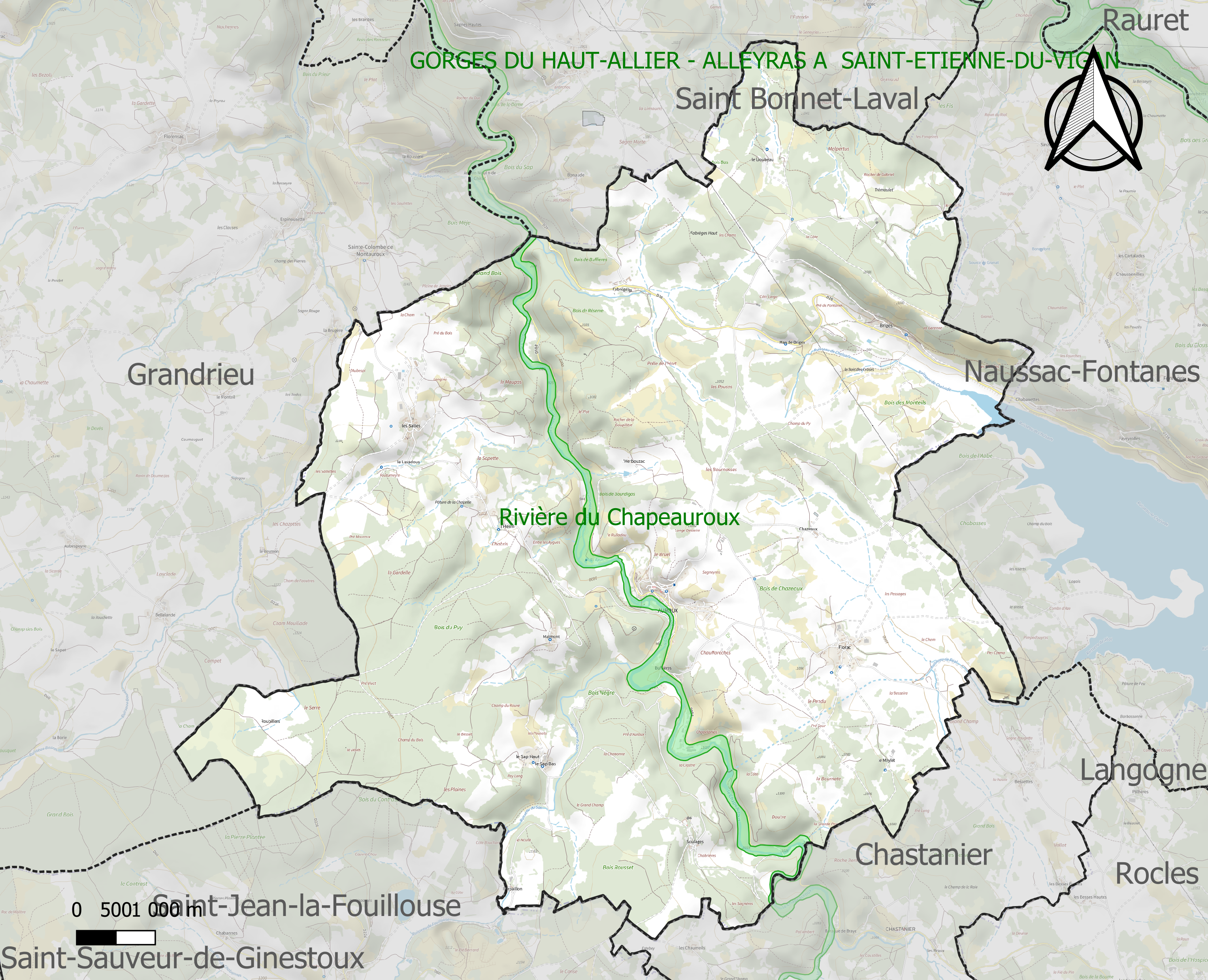
Carte de la ZNIEFF de type 1 sur la commune.
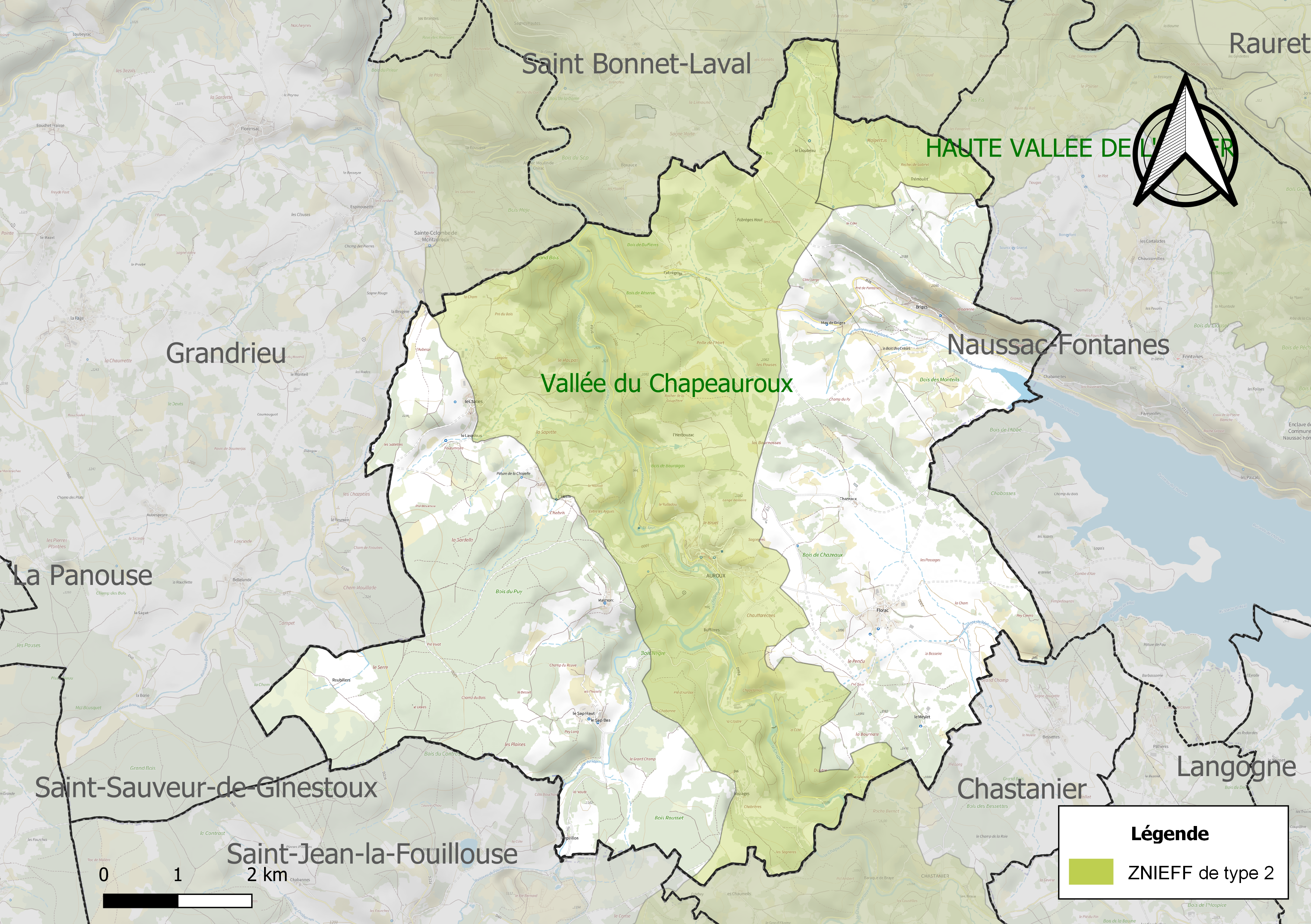
Carte des ZNIEFF de type 2 sur la commune.

## Urbanisme

### Typologie
Au 1er janvier 2024, Auroux est catégorisée commune rurale à habitat dispersé, selon la nouvelle grille communale de densité à sept niveaux définie par l'Insee en 2022.
Elle est située hors unité urbaine et hors attraction des villes,.
La commune, bordée par un plan d’eau intérieur d’une superficie supérieure à 1 000 hectares, le lac de Naussac, est également une commune littorale au sens de la loi du 3 janvier 1986, dite loi littoral. Des dispositions spécifiques d’urbanisme s’y appliquent dès lors afin de préserver les espaces naturels, les sites, les paysages et l’équilibre écologique du littoral, tel le principe d'inconstructibilité, en dehors des espaces urbanisés, sur la bande littorale des 100 mètres, ou plus si le plan local d’urbanisme le prévoit.

### Occupation des sols
L'occupation des sols de la commune, telle qu'elle ressort de la base de données européenne d’occupation biophysique des sols Corine Land Cover (CLC), est marquée par l'importance des forêts et milieux semi-naturels (64,9 % en 2018), en diminution par rapport à 1990 (67,2 %). La répartition détaillée en 2018 est la suivante : 
forêts (54,6 %), prairies (26,7 %), milieux à végétation arbustive et/ou herbacée (10,3 %), zones agricoles hétérogènes (8,2 %), eaux continentales (0,2 %). L'évolution de l’occupation des sols de la commune et de ses infrastructures peut être observée sur les différentes représentations cartographiques du territoire : la carte de Cassini (XVIIIe siècle), la carte d'état-major (1820-1866) et les cartes ou photos aériennes de l'IGN pour la période actuelle (1950 à aujourd'hui).

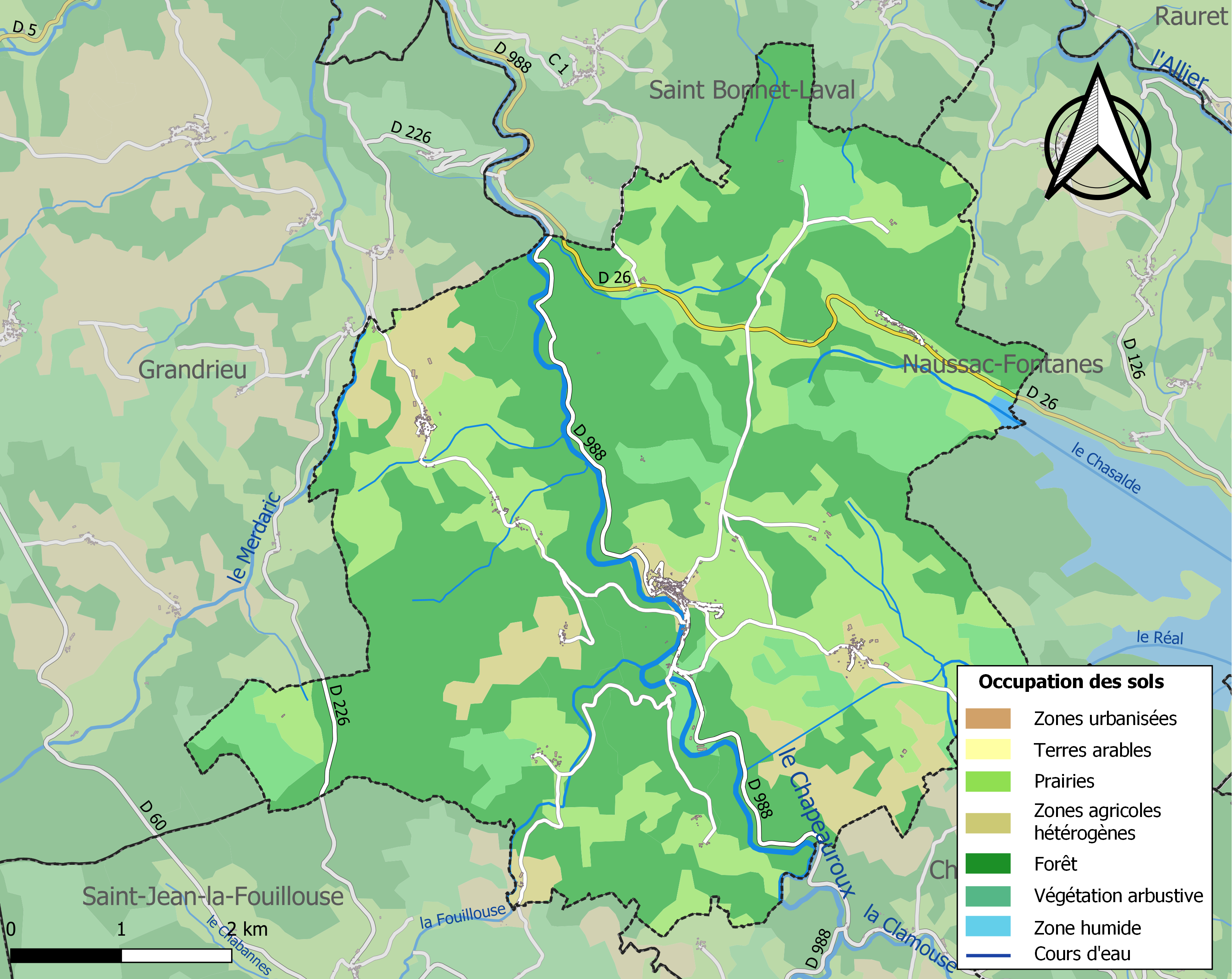
Carte des infrastructures et de l'occupation des sols de la commune en 2018 (CLC).

## Toponymie
Formée sur le latin aura (vent) ou issu du nom donné au  fils de celui qui s'appelle Roux ou qui est roux.

## Politique et administration

### Découpage territorial
La commune d'Auroux est membre de la communauté de communes du Haut Allier, un établissement public de coopération intercommunale (EPCI) à fiscalité propre créé le 7 décembre 2006 dont le siège est à Langogne. Ce dernier est par ailleurs membre d'autres groupements intercommunaux.
Sur le plan administratif, elle est rattachée à l'arrondissement de Mende, à la circonscription administrative de l'État de la Lozère et à la région Occitanie.
Sur le plan électoral, elle dépend du canton de Langogne pour l'élection des conseillers départementaux, depuis le redécoupage cantonal de 2014 entré en vigueur en 2015, et de la circonscription de la Lozère  pour les élections législatives, depuis le dernier découpage électoral de 2010.

### Liste des maires
| Période                                  | Période          | Identité             | Étiquette | Qualité |
| ---------------------------------------- | ---------------- | -------------------- | --------- | ------- |
| Les données manquantes sont à compléter. |                  |                      |           |         |
| avant 1988                               | 1989             | Jean-Marie Paulet    |           |         |
| 1989                                     | 2008             | Jean-Pierre Gaillard |           |         |
| 2008                                     | 2014             | Jean Bernauer        |           |         |
| 2014                                     | 2016 (Démission) | Anthony Martin       |           | Employé |
| 2016                                     | 2020             | Jean Bernauer        |           |         |
| 2020                                     | En cours         | Anne-Marie Pijeau    |           |         |

## Population et société

### Démographie

#### Évolution démographique
L'évolution du nombre d'habitants est connue à travers les recensements de la population effectués dans la commune depuis 1793. Pour les communes de moins de 10 000 habitants, une enquête de recensement portant sur toute la population est réalisée tous les cinq ans, les populations de référence des années intermédiaires étant quant à elles estimées par interpolation ou extrapolation. Pour la commune, le premier recensement exhaustif entrant dans le cadre du nouveau dispositif a été réalisé en 2005.
En 2022, la commune comptait 365 habitants, en évolution de −6,41 % par rapport à 2016 (Lozère : +0,11 %, France hors Mayotte : +2,11 %).
| 1793  | 1800  | 1806  | 1821  | 1831  | 1836  | 1841  | 1846  | 1851  |
| ----- | ----- | ----- | ----- | ----- | ----- | ----- | ----- | ----- |
| 1 048 | 1 059 | 1 118 | 1 151 | 1 092 | 1 211 | 1 242 | 1 179 | 1 266 |

| 1856  | 1861  | 1866  | 1872  | 1876  | 1881  | 1886  | 1891  | 1896  |
| ----- | ----- | ----- | ----- | ----- | ----- | ----- | ----- | ----- |
| 1 306 | 1 222 | 1 255 | 1 266 | 1 316 | 1 264 | 1 275 | 1 325 | 1 339 |

| 1901  | 1906  | 1911  | 1921  | 1926  | 1931 | 1936 | 1946 | 1954 |
| ----- | ----- | ----- | ----- | ----- | ---- | ---- | ---- | ---- |
| 1 309 | 1 342 | 1 285 | 1 155 | 1 025 | 973  | 965  | 867  | 685  |

| 1962 | 1968 | 1975 | 1982 | 1990 | 1999 | 2005 | 2006 | 2010 |
| ---- | ---- | ---- | ---- | ---- | ---- | ---- | ---- | ---- |
| 654  | 561  | 504  | 438  | 395  | 380  | 437  | 440  | 420  |

| 2015 | 2020 | 2022 | - | - | - | - | - | - |
| ---- | ---- | ---- | - | - | - | - | - | - |
| 395  | 365  | 365  | - | - | - | - | - | - |

#### Pyramide des âges
La population de la commune est relativement âgée.
En 2018, le taux de personnes d'un âge inférieur à 30 ans s'élève à 14,5 %, soit en dessous de la moyenne départementale (29,7 %). À l'inverse, le taux de personnes d'âge supérieur à 60 ans est de 55,3 % la même année, alors qu'il est de 32,5 % au niveau départemental.
En 2018, la commune comptait 200 hommes pour 178 femmes, soit un taux de 52,91 % d'hommes, largement supérieur au taux départemental (49,96 %).
Les pyramides des âges de la commune et du département s'établissent comme suit.
| Hommes | Classe d’âge | Femmes |
| ------ | ------------ | ------ |
| 2,1    | 90 ou +      | 3,0    |
| 18,7   | 75-89 ans    | 18,1   |
| 33,7   | 60-74 ans    | 34,9   |
| 21,7   | 45-59 ans    | 23,1   |
| 9,8    | 30-44 ans    | 5,8    |
| 8,8    | 15-29 ans    | 9,8    |
| 5,2    | 0-14 ans     | 5,2    |

| Hommes | Classe d’âge | Femmes |
| ------ | ------------ | ------ |
| 1      | 90 ou +      | 2,8    |
| 9,1    | 75-89 ans    | 11,8   |
| 21,6   | 60-74 ans    | 21,1   |
| 21,5   | 45-59 ans    | 20,2   |
| 16,3   | 30-44 ans    | 15,9   |
| 15,5   | 15-29 ans    | 13,6   |
| 15     | 0-14 ans     | 14,6   |

## Économie

### Revenus
En 2018, la commune compte 133 ménages fiscaux, regroupant 265 personnes. La médiane du revenu disponible par unité de consommation est de 18 960 € (20 420 € dans le département).

### Emploi
|                | 2008  | 2013  | 2018  |
| -------------- | ----- | ----- | ----- |
| Commune        | 5,1 % | 5,9 % | 7,9 % |
| Département    | 5 %   | 6,4 % | 7,1 % |
| France entière | 8,3 % | 10 %  | 10 %  |

En 2018, la population âgée de 15 à 64 ans s'élève à 196 personnes, parmi lesquelles on compte 60,6 % d'actifs (52,7 % ayant un emploi et 7,9 % de chômeurs) et 39,4 % d'inactifs,. Depuis 2008, le taux de chômage communal (au sens du recensement) des 15-64 ans est supérieur à celui du département, mais inférieur à celui de la France.
La commune est hors attraction des villes,. Elle compte 125 emplois en 2018, contre 148 en 2013 et 142 en 2008. Le nombre d'actifs ayant un emploi résidant dans la commune est de 103, soit un indicateur de concentration d'emploi de 120,6 % et un taux d'activité parmi les 15 ans ou plus de 33,1 %.
Sur ces 103 actifs de 15 ans ou plus ayant un emploi, 55 travaillent dans la commune, soit 53 % des habitants. Pour se rendre au travail, 77 % des habitants utilisent un véhicule personnel ou de fonction à quatre roues, 15 % s'y rendent en deux-roues, à vélo ou à pied et 8 % n'ont pas besoin de transport (travail au domicile).

## Culture locale et patrimoine

### Lieux et monuments
La place du village a gardé sa halle avec ses énormes piliers de granit et sa petite chapelle des Pénitents. Au centre de la place, une fontaine de granit porte la statue de Notre Dame de Garonne.

#### Bâtiments et lieux publics remarquables
À 3 km, dominant la vallée, le château de Soulages, bien conservé, dans un beau cadre de verdure, est en partie antérieur au XIIIe siècle, le nouveau datant de 1860.
À 5 km au nord, le château de Fabrèges, qui appartient aujourd’hui à la famille De Lamarjorie, datant du XVIIe siècle. On remarque sa longue muraille et l'élégante chapelle de 1847 décorée par Eugène Viollet-le-Duc.

#### Bâtiments religieux
- Église Saint-Pierre. L'ancienne église datait du XIe siècle. Détruite en 1830, elle fut reconstruite en 1872.
- Croix de Briges.
- Chapelle de la maison de retraite d'Auroux.
- Chapelle du château de Fabrèges.

### Personnalités liées à la commune
- Les savants Pierre et Marie Curie, et leur fille Irène, louaient à Auroux une maison de vacances et vantaient son bon air.

### Héraldique
| Auroux | Son blasonnement est : De gueules à deux épées d'argent, garnies d’or et passées en sautoir, surmontées de trois étoiles d'or rangées en fasce. |